# Oblężenie Dyjamentu
Oblężenie Dyjamentu miało miejsce w lipcu 1608, podczas wojny polsko-szwedzkiej 1600-1611.
Marsz na Dyjament był jednym z pierwszych celów wojska szwedzkiego w czasie kampanii roku 1608. Szwedzi zamierzali wykorzystać nieobecność Chodkiewicza w Inflantach oraz niski poziom przygotowań zamków inflanckich (będących w posiadaniu Rzeczypospolitej). Pierwszeństwo Dyjamentu było podyktowane tym, że leżał blisko Rygi (dziś jest jedną z jej dzielnic), a także pozwalał na blokadę miasta od strony morza.
Gdy Szwedzi podeszli pod twierdzę, jej dowódca, Franciszek Białłozor, zadecydował o poddaniu twierdzy z możliwością swobodnego wyjścia oblężonych. Szwedzi wzięli całą artylerię, a także uzyskali dobre miejsce do zagrażania Rydze.
Niektórzy historycy poddali komendanta Dyjamentu surowej krytyce, twierdząc, że 130 – osobowa załoga, a także duże wsparcie 40 armat, było siłą wystarczającą do zatrzymania armii Mansfelda przez pewien czas. Sam Jan Karol Chodkiewicz pisał o Białłozorze, iż „gryzie się haniebnie”. Jednakże według innej teorii, Białłozorowi brakowało żywności i pieniędzy, bez widoku więc na odsiecz musiał twierdzę w końcu oddać.
Jeszcze bardziej tajemniczo wygląda cała historia w świetle przytoczonego przez Naruszewicza listu senatu polskiego do komisarzy szwedzkich: „(...) Albowiem i podczas tego z nami o uchylenie wojny traktowania, przeciwko danej wierze i słowu, wojska wasze do Inflant wprowadziliście; zamek Dyamencki, o czem nam w tych dniach doniesiono jest, zdradą opanowaliście...”.